# La bilirrubina
«La bilirrubina» es una canción del cantautor dominicano Juan Luis Guerra. Fue escrita por Guerra y lanzada por Karem Records en 1990 y 1991 en Europa como el segundo sencillo de su quinto álbum de estudio, Bachata Rosa. Fue nominado a Grabación del Año en los Premios Lo Nuestro de 1991. La pista de merengue es considerada una de las canciones emblemáticas de Guerra y más popular. Recibió críticas positivas y fue catalogado como uno de los mejores temas del álbum.
La pista se incluyó en el álbum de grandes éxitos de Guerra Grandes Éxitos de Juan Luis Guerra y 440. Se han incluido versiones en vivo de la pista en A Son de Guerra Tour (2013) y Entre Mar y Palmeras en 2021. En Estados Unidos fue reeditado como doble sencillo con "De tu Boca" en 1991. En Europa, fue lanzado como doble sencillo junto con la canción Rosalía. En Colombia, fue lanzado como doble sencillo junto con ¡Ay Mujer! en 1990.
La letra utiliza metáforas médicas en un tono desenfadado para describir la desazón de un hombre enamorado y no correspondido. 
¡ Ay negra, mira, búscate un catéter / e inyectame tu amor como insulina !

## Lista de canciones
1. La bilirrubina – 4:05[6]
2. Bachata Rosa – 4:18

## Listas
| Listas (1990-1991)             | Posición |
| ------------------------------ | -------- |
| Dominican Airplay (UPI)        | 8        |
| Perú Airplay (UPI)             | 2        |
| Puerto Rico Airplay (UPI)      | 1        |
| Hot Tropical Songs (Billboard) | 2        |
| Miami Latin LPs. (Cashbox)     | 5        |
| Hot Latin Tracks (Billboard)   | 9        |
| Venezuela Airplay (UPI)        | 5        |